# ایان گورهام
ایان گورهام، (به انگلیسی: Ian Gorham) (زاده ۳۰ نوامبر ۱۹۷۱) کارآفرین، حسابدار و مدیر ارشد اجرایی بریتانیایی است، که در حال حاضر به‌عنوان مدیر عامل اجرایی شرکت هارگریوز لندس‌داون فعالیت می‌کند.